# Peugeot Type 12
La Peugeot Type 12 est un modèle d'automobile produit par le constructeur français Peugeot en 1895.